# J’accuse – Ich klage an
J’accuse – Ich klage an ist der deutsche Titel des französischen Stummfilms J’accuse, den Abel Gance 1917/1918 nach eigenem Drehbuch realisierte,  mit dessen Entwurf er bereits 1917 begonnen hatte. Premiere hatte der Film dann am 25. April 1919 in Paris, fünf Monate nach der Unterzeichnung des Waffenstillstandes, der den Ersten Weltkrieg beendete.
Der Titel ist der Überschrift eines 1898 von Emile Zola in der französischen Presse veröffentlichten offenen Briefes zur Dreyfus-Affäre entlehnt. Der Filmhandlung lag das pazifistisch ausgerichtete Theaterstück „Miracle à Verdun“ von Hans Chlumberg um eine Frau zwischen zwei Männern zugrunde.
J’accuse – Ich klage an von Abel Gance gilt als Klassiker des pazifistischen Films.

## Handlung
„Edith, die ihren Mann Franz Lorenz aufrichtig liebt, schwärmte auch für den Dichter Paul Diaz und entfachte hierdurch die Eifersucht ihres Gatten. Bei Ausbruch des Krieges mussten beide einrücken, sie begegneten sich im Felde und schlossen Freundschaft. Edith, die auf Wunsch ihres Gatten zu dessen Eltern floh, wurde unterwegs von Marodeuren vergewaltigt und brachte ein Kind zur Welt. Nach Rückkehr in die Heimat bat sie Paul, sich des Kindes anzunehmen, aber ihr auf Urlaub gekommener Mann hätte das Kind getötet, (weil er Paul für dessen Vater hielt) wenn ihm Edith ihre Schmach nicht gestanden hätte. Franz, der sie rächen wollte, fiel und Paul, der wahnsinnig wurde, klagte die ganze Menschheit an, dass sie all das Elend, das der Krieg brachte, verschuldete.“
(Paimanns Filmliste No. 185 (vom 3. bis 9. Oktober 1919))

## Hintergrund
Die Dreharbeiten begannen bereits im August 1918 in Frankreich, als der Weltkrieg noch andauerte, und endeten im März 1919. Sie fanden auf den Schlachtfeldern von Saint-Michel, Haute-Garonne und Saint-Mihiel, Meuse, Frankreich statt. Für die Fotografie zeichneten Marc Bujard, Léonce-Henri Burel und Maurice Forster verantwortlich, für den Schnitt Andrée Danis und der Regisseur Abel Gance selbst. Der Produzent des Films war Charles Pathé. Sein Unternehmen übernahm auch den Verleih.
J’accuse wurde am 25. April 1919 in Frankreich uraufgeführt. Der Film lief auch in Deutschland, Spanien und Italien, Polen und Ungarn. In einer bearbeiteten Version kam er am 9. Oktober 1921 auch in die Vereinigten Staaten. Dort wurde er durch United Artists verliehen, in Europa durch Pathé Frères.
Die Kosten der Produktion beliefen sich auf 525,000FF, was zu dieser Zeit eine beachtliche Summe bedeutete. Bis 1923 hatte der Film 3,500,000FF eingespielt.

## Rezeption
Paimanns Filmliste Nr. 185 urteilte im Oktober 1919:
„Stoff hochdramatisch, und ebenso das Spiel. Die Fotos und die Szenerie ausgezeichnet (Ein Schlager ersten Ranges)“
Bei seiner Erstaufführung im April 1919 in Frankreich stieß der Film auf breiteste Zustimmung durch das Publikum. Auch als er im März 1920 in London in der Philharmonic Hall, begleitet von einem Orchester von 40 Musikern und einem Chor, gezeigt wurde, hielt die Begeisterung an. Dem British Board of Censors wurde er nicht vorgelegt. Gance empfing ein Telegramm vom Londoner Agenten der Pathé, das behauptete, sein Name sei derzeit in England bekannter als der von David Wark Griffith.
Pathé war es anfänglich nicht geglückt, den Film in die USA zu verkaufen, da man dort an den pazifistischen Bezügen Anstoß nahm. Daraufhin reiste Gance 1921 persönlich nach Amerika, um den Film in New York in einer Galavorstellung mit prominenten Gästen wie D. W. Griffith und Lillian Gish vorzuführen. Griffith war tief bewegt von dem Film und besorgte den Verleih für die USA durch United Artists. Die Fassung für die USA, die unter dem Titel I accuse 1921 dort gezeigt wurde, war noch einmal gekürzt worden, hatte weniger Anti-Kriegs- und dafür mehr Anti-Deutschen-Tendenz, obendrein auch noch ein Happy-End bekommen.

### Kritik
„J’ACCUSE (Ich klage an) erzählt eine Geschichte aus dem 1. Weltkrieg und ist nicht nur einer der technisch innovativsten und aufwändigsten Filme seiner Zeit, sondern ist auch als eines der ersten pazifistischen Werke in die Filmgeschichte eingegangen. Abel Gance, der im 1. Weltkrieg seinen Kriegsdienst abgeleistet hatte, filmte reale Kriegsszenen, die 1919 nachgestellt wurden. […] Der Film bewegt und schockiert. Erzählt wird das Melodram einer Dreierbeziehung mitten im Wahnsinn des Krieges. […] 1922 wurde der Film gekürzt und umgeschnitten, 2009 konnte die Originalfassung des Films rekonstruiert werden.“ (KoKi Freiburg 20. Mai 2014)
Gance konnte an der Seite französischer Soldaten reale Schlachtfelder wie das bei Hattonchâtel nahe Verdun filmen und für die berühmte Schlusssequenz auf 2000 Soldaten zurückgreifen – Todgeweihte, die eine Woche Fronturlaub hatten und nach den Dreharbeiten in Verdun verheizt werden sollten. Solche Dokumentaraufnahmen geben dem melodramatischen Kern des Films eine realistische Basis. Die an ihren Pickelhauben erkennbaren deutschen Soldaten erscheinen als Schattenrisse an der Wand: Im Film der einzige direkte Seitenhieb auf den Kriegsgegner, der ansonsten fast unsichtbar bleibt. In der berühmten Schlusssequenz, in der die gefallenen Soldaten zum Marsch auferstehen, zeigt sich das Talent Abel Gances, große Momente zu erschaffen, zwischen Apokalypse und Erleuchtung. (Ralph Trommer, FAZ 11. November 2014)

### Überlieferung
Bis in die 1930er Jahre hinein wurde J’ACCUSE in vielen verschiedenen Fassungen gezeigt, von denen einige auf Gance selbst zurückgehen. Die erste war im März 1919 fertiggestellt und bestand laut Drehbuch aus vier Teilen oder „Epochen“. Sie wurde nur probehalber aufgeführt. Die Ende April veröffentlichte Version war auf drei Teile gekürzt, vielleicht eigenhändig vom Regisseur, aber wohl kaum freiwillig. Die Firma „Flicker Alley“ hat 2008 eine Rekonstruktion dieser dreiteiligen Fassung auf DVD vorgelegt.
Lobster Films Studios, Paris erstellten 2008 mit Material aus dem Filmarchiv der Tschechischen Republik in Prag, dem Nederlands Film Museum und der Cinemathèque Française eine restaurierte Fassung. Mit 3525 Metern Länge kommt sie dem ursprünglichen Zustand noch am nächsten.
Beim Silent Winter des San Francisco Film Festival im Dezember 2009 begleitete Robert Israel die Aufführung von J’accuse auf der Mighty WurliTzer-Kinoorgel.
Der Kultursender Arte strahlte den Film am Dienstag, den 11. November 2014 um 23:25 Uhr in der restaurierten Fassung, begleitet mit einer Film-Symphonie von Philippe Schoeller für großes Orchester und virtuellen Chor, im deutschen Fernsehen aus. Es spielte das Orchestre Philharmonique de Radio France unter der Leitung von Frank Strobel.